# کوریتی
کوریتی (انگلیسی: Curití) نام شهری در کشور کلمبیا است.